# معادلة رباعية

بيان لمتعددة حدود من الدرجة الرابعة، ذات ثلاث نقط حرجة.

في الرياضيات، يطلق مصطلح معادلة من الدرجة الرابعة (بالإنجليزية: quartic equation) على معادلة كثير الحدود من الدرجة الرابعة. ولها الشكل العام التالي:
{\displaystyle ax^{4}+bx^{3}+cx^{2}+dx+e=0\,}
حيث {\displaystyle a\neq 0}.
معادلة الدرجة الرابعة هي أعلى درجة للمعادلات كثيرة الحدود التي من الممكن حلها بواسطة الجذور، في حالتها العامة.

## التاريخ
اعتُبرت المعادلات الرباعية لأول مرة في الرياضيات الهندية القديمة بين عامي 400 و 200 قبل الميلاد.
تنسب أول حلحلة للمعادلات من الدرجة الرابعة إلى عالم الرياضيات الإيطالي لودوفيكو فيراري وكان ذلك في عام 1540. ولكن هذه الحلحلة كانت تتطلب حلحلة معادلات من الدرجة الثالثة. في ذلك العام، لم تكن المعادلات من الدرجة الثالثة قد حلحلت بعد. لهذا السبب لم ينشر فيراري طريقته هذه، منتظرا عام 1545، حين نشر معلمه جيرولامو كاردانو كتابه أرس ماغنا.

## التطبيقات
تظهر معادلات الدرجة الرابعة في عدة تطبيقات وخاصة المتعلقة بالاستمثال.
أحيانا تستخدم معادلات الدرجة الرابعة في الرسومات الحاسوبية لحساب الإضاءة والانعكاس على عدة أشكال مثل السطح الثنائي وغيره من السطوح الكروية.

## الصيغة
لتكن المعادلة العامة من الدرجة الرابعة:
{\displaystyle ax^{4}+bx^{3}+cx^{2}+dx+e=0\,}
بعد القسمة على a و تغيير المجهول {\displaystyle y=x+{\frac {b}{4a}}}
تصبح : {\displaystyle y^{4}+py^{2}+qy+r=0\,} حيث:
```

  

    

      

        
p

        
=

        

          

            

              
−

              
3

              

                
b

                

                  
2

                

              

            

            

              
8

              

                
a

                

                  
2

                

              

            

          

        

        
+

        

          

            
c

            
a

          

        

        
,

        
q

        
=

        

          

            

              
−

              

                
b

                

                  
3

                

              

            

            

              
64

              

                
a

                

                  
3

                

              

            

          

        

        
−

        

          

            

              
b

              
c

            

            

              
2

              

                
a

                

                  
2

                

              

            

          

        

        
+

        

          

            
d

            
a

          

        

        
,

        
r

        
=

        

          

            

              
−

              
d

              
b

            

            

              
4

              

                
a

                

                  
2

                

              

            

          

        

        
−

        

          

            

              
5

              

                
b

                

                  
4

                

              

            

            

              
256

              

                
a

                

                  
4

                

              

            

          

        

        
+

        

          

            

              
c

              

                
b

                

                  
2

                

              

            

            

              
16

              

                
a

                

                  
3

                

              

            

          

        

        
+

        

          

            
e

            
a

          

        

      

    

    
{\displaystyle p={\frac {-3b^{2}}{8a^{2}}}+{\frac {c}{a}},q={\frac {-b^{3}}{64a^{3}}}-{\frac {bc}{2a^{2}}}+{\frac {d}{a}},r={\frac {-db}{4a^{2}}}-{\frac {5b^{4}}{256a^{4}}}+{\frac {cb^{2}}{16a^{3}}}+{\frac {e}{a}}}

  

```

و حلها
{\displaystyle y_{1}={\frac {1}{2}}({\sqrt {z_{1}}}+{\sqrt {z_{2}}}+{\sqrt {z_{3}}})}
{\displaystyle y_{2}={\frac {1}{2}}({\sqrt {z_{1}}}-{\sqrt {z_{2}}}-{\sqrt {z_{3}}})}
{\displaystyle y_{3}={\frac {1}{2}}(-{\sqrt {z_{1}}}+{\sqrt {z_{2}}}-{\sqrt {z_{3}}})}
{\displaystyle y_{4}={\frac {1}{2}}(-{\sqrt {z_{1}}}-{\sqrt {z_{2}}}+{\sqrt {z_{3}}})}
حيث {\displaystyle z_{1}}, {\displaystyle z_{2}} و {\displaystyle z_{3}} هي الجذور الثلاثة لمتعددة الحدود R
{\displaystyle R(z)=z^{3}+2pz^{2}+(p^{2}-4r)z-q^{2}\,}
ويتم تحديد هذه الجذور الثلاثة باستخدام طريقة كاردانو
{\displaystyle {\sqrt {z_{i}}}} هو أحد الأعداد التي مربعها هو {\displaystyle z_{i}\,} . يُلاحَظ أنه إذا استُبدلت كل {\displaystyle {\sqrt {z_{i}}}} في نفس الوقت بمقابلاتها، فإن {\displaystyle \{y_{1},\,y_{2},\,y_{3},\,y_{4}\}} تصبح {\displaystyle \{-y_{1},-y_{2},-y_{3},-y_{4}\,\}}.
لذلك يجب اختيار الجذور المربعة الصحيحة والتي تحقق {\displaystyle {\sqrt {z_{1}}}{\sqrt {z_{2}}}{\sqrt {z_{3}}}} = q–.

### طريقة فيراري
نعتبر الصيغة العامة للمعادلة من الدرجة الرابعة:
{\displaystyle \qquad a_{4}x^{4}+a_{3}x^{3}+a_{2}x^{2}+a_{1}x+a_{0}=0}
نقسم على {\displaystyle a_{4}\,} ونضع
{\displaystyle \qquad x=z-{\frac {a_{3}}{4a_{4}}}}
لنصل إلى معادلة على صيغة :
{\displaystyle \qquad z^{4}+pz^{2}+qz+r=0}
معادلة تكتب:
{\displaystyle \qquad z^{4}+r=-pz^{2}-qz}
نضيف
{\displaystyle \qquad 2z^{2}{\sqrt {r}}}
لطرفي المتساوية. فنحصل على:
{\displaystyle \qquad z^{4}+2z^{2}{\sqrt {r}}+r=2z^{2}{\sqrt {r}}-pz^{2}-qz}
نلاحظ أن الطرف الأول يكتب على صيغة مربع:
{\displaystyle \qquad (z^{2}+{\sqrt {r}})^{2}=2z^{2}{\sqrt {r}}-pz^{2}-qz}
من هاته النتيجة الأخيرة، نقوم بالنشر :
{\displaystyle \qquad (z^{2}+{\sqrt {r}}+y)^{2}=(z^{2}+{\sqrt {r}})^{2}+2y(z^{2}+{\sqrt {r}})+y^{2}}
{\displaystyle \qquad (z^{2}+{\sqrt {r}}+y)^{2}=2z^{2}{\sqrt {r}}-pz^{2}-qz+2y(z^{2}+{\sqrt {r}})+y^{2}}
{\displaystyle \qquad (z^{2}+{\sqrt {r}}+y)^{2}=(2{\sqrt {r}}-p+2y)z^{2}-qz+2y{\sqrt {r}}+y^{2}} (*)
الهدف هو تحديد y بحيث يكتب الطرف الثاني أيضا على صيغة مربع.
الطرف الثاني معادلة من الدرجة الثانية {\displaystyle {\mathcal {}}z}. يكتب على شكل مربع. إذا كان المميز منعدما يعني:
{\displaystyle \qquad q^{2}-4(2{\sqrt {r}}-p+2y)(2y{\sqrt {r}}+y^{2})=0}
الشيء الذي يعطي، عن طريق النشر والتجميع معادلة من الدرجة الثالثة {\displaystyle {\mathcal {}}y} الآتية :
{\displaystyle \qquad 8y^{3}+4(6{\sqrt {r}}-p)y^{2}+8(2r-p{\sqrt {r}})y-q^{2}=0}
نستطيع حل هذه المعادلة باستعمال الطريقة الخاصة بمعادلات الدرجة الثالثة لإيجاد {\displaystyle {\mathcal {}}y_{0}}.

## وصلات خارجية
- طريقة فيراري لحل معادلات الدرجة الرابعة على شبكة الرياضيات رمز